# Acanthermia paloma
Acanthermia paloma là một loài bướm đêm trong họ Noctuidae.